# Otto Ruge

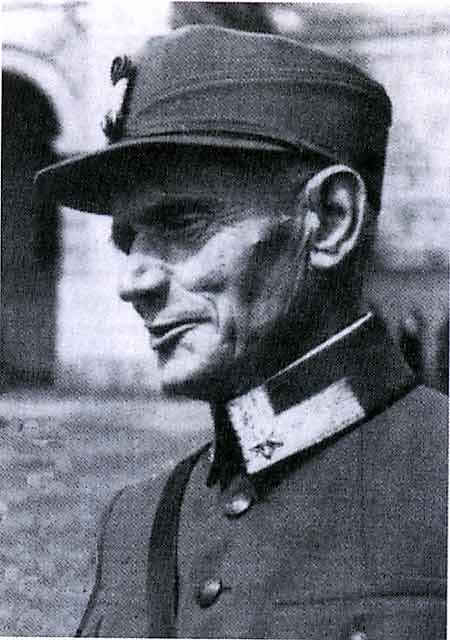
Otto Ruge.

Otto Ruge (9 de enero de 1882 - 1961) fue un general noruego. Comandante en Jefe de las Reales Fuerzas Armadas de Noruega tras la invasión alemana en abril de 1940.
Ruge sucedió en el puesto a Laake, que se encontraba a punto de retirarse cuando comenzó la Operación Weserübung. Éste asumió una actitud derrotista, siendo relevado del mando en consecuencia.
El general Ruge persuadió al gobierno para luchar contra los alemanes. Estaba convencido de que el combate era vital para la autoestima de la nación y del país, pero era lo suficientemente pragmático para percibir que solo una importante ayuda aliada podría salvar Noruega.
Ruge tenía una difícil tarea entre manos: recibió el mando de un ejército solo parcialmente movilizado, cuando las principales ciudades noruegas ya estaban en manos del Reich. Por si esto no fuera lo suficientemente poco halagüeño, Alemania había establecido superioridad aérea. La rendición del tercer regimiento de infantería sin un solo disparo, pues su comandante se rindió a los alemanes creyendo que habían sido rodeados, convertía la situación en crítica.
La estrategia de Ruge consistía a grandes rasgos en retirarse lentamente hacia el norte, estableciendo una línea defensiva al sur de Trondheim. Allí esperarían la llegada de los Aliados que reconquistaran la ciudad. Sin embargo, los Aliados lanzaron sus tenazas hacia Trondheim demasiado tarde y lejos de sus destinos originales. A consecuencia de ello, varias de las tropas de envolvimiento entraron en combate antes de que la ciudad fuera atacada y ellos hubieran alcanzado sus posiciones.
Esta estrategia ha sido criticada posteriormente. El general Torkel Hovland le acusaba en gran medida de la facilidad con que las tropas nazis ocuparon Noruega. Esto fue debido en parte al desmantelamiento del ejército noruego en los años 30, durante el gobierno del partido laborista; y en parte debido a su incapacidad de organizar una defensa más activa y determinada en la Noruega central. Terje Holm, del Museo de Defensa Noruego, defiende que el Ejército de Movilización Noruego disponía de armamento suficiente, pero nunca se movilizó realmente por desacuerdos y la sorpresa del ataque alemán. La naturaleza ad hoc de las unidades noruegas aleatoriamente dispuestas dificultó drásticamente sus operaciones, así como su capacidad de contraataque. Kjetil Skogrand, actual Secretario de Estado en el Ministerio Noruego de Asuntos Exteriores, interpreta las críticas de Hovland como comentarios sobre el estado actual de la política defensiva noruega, más que sobre la propia estrategia de Ruge. También ha criticado a Hovland por comparar el estilo de combate más activo del general Carl Gustav Fleischer alrededor de Narvik con el estilo más defensivo de Ruge en el sur: Fleischer dispuso de más tiempo para entrenar y movilizar sus tropas, alejado del ataque inicial y de la actividad aérea de la Luftwaffe.
En contraste con Terje Holm y Torkel Hovland, el historiador militar Tom Kristensen defiende que, aunque Otto Ruge participara en la reducción de plantilla del ejército noruego en los tempranos 30, advirtió sobre la amenaza nazi tras 1935, indicando la debilidad del sistema de movilización noruego.
Ruge fue evacuado tras la caída de Noruega meridional, participando posteriormente en la Batalla de Narvik. Efectuada la evacuación de las fuerzas aliadas, permaneció en Noruega para negociar la rendición del maltrecho ejército noruego. Posteriormente fue arrestado por los nazis y enviado a Alemania, donde permaneció por la duración de la contienda. 
Acabada la guerra, Ruge fue reinstaurado brevemente al frente del ejército. Los roces con sus superiores políticos le llevaron a retirarse. Su última carta fue remitida como cabo en la Guardia Nacional Noruega. Sus memorias de la campaña de 1940 han sido pulicadas en noruego bajo el título Felttoget 1940. Y fue nombrado caballero gran cruz con collar de la Orden de San Olaf por sus servicios a la nación durante la Segunda Guerra Mundial. También le fue otorgada una residencia en el cuartel de comandancia situado en el Fuerte Høytorp hasta su muerte, en 1961.